# Mistrzostwa Ameryki Północnej Strongman 2007
Mistrzostwa Ameryki Północnej Strongman 2007 – doroczne, indywidualne zawody północnoamerykańskich siłaczy.
Data: 1, 2, 3 września 2007 r.

Miejsce: Gatineau (prowincja Quebec)  Kanada
WYNIKI ZAWODÓW:
| Miejsce | Zawodnik            | Kraj              | Punkty |
| ------- | ------------------- | ----------------- | ------ |
| 1.      | Jessen Paulin       | Kanada            | 83     |
| 2.      | Brian Shaw          | Stany Zjednoczone | 83     |
| 3.      | Christian Savoie    | Kanada            | 79,5   |
| 4.      | Mark Philippi       | Stany Zjednoczone | 62     |
| 5.      | Jean-François Caron | Kanada            | 56,5   |
| 6.      | Corey St. Clair     | Stany Zjednoczone | 55     |
| 7.      | Dan Ford            | Stany Zjednoczone | 50     |
| 8.      | Matt Parkes         | Kanada            | 50     |
| 9.      | Odd Haugen          | Stany Zjednoczone | 36     |
| 10.     | Grant Higa          | Stany Zjednoczone | 29     |
| 11.     | John Dungey         | Kanada            | 21     |